# Tassos Konstandinu
Tassos Konstandinu   (Paleométokho, 11 de març de 1951 - 27 d'octubre de 2019) és un exfutbolista xipriota de la dècada de 1970.
Fou 12 cops internacional amb la selecció xipriota.
Pel que fa a clubs, fou jugador, entre d'altres, de l'AEK Atenes FC.